# Ascensore spaziale

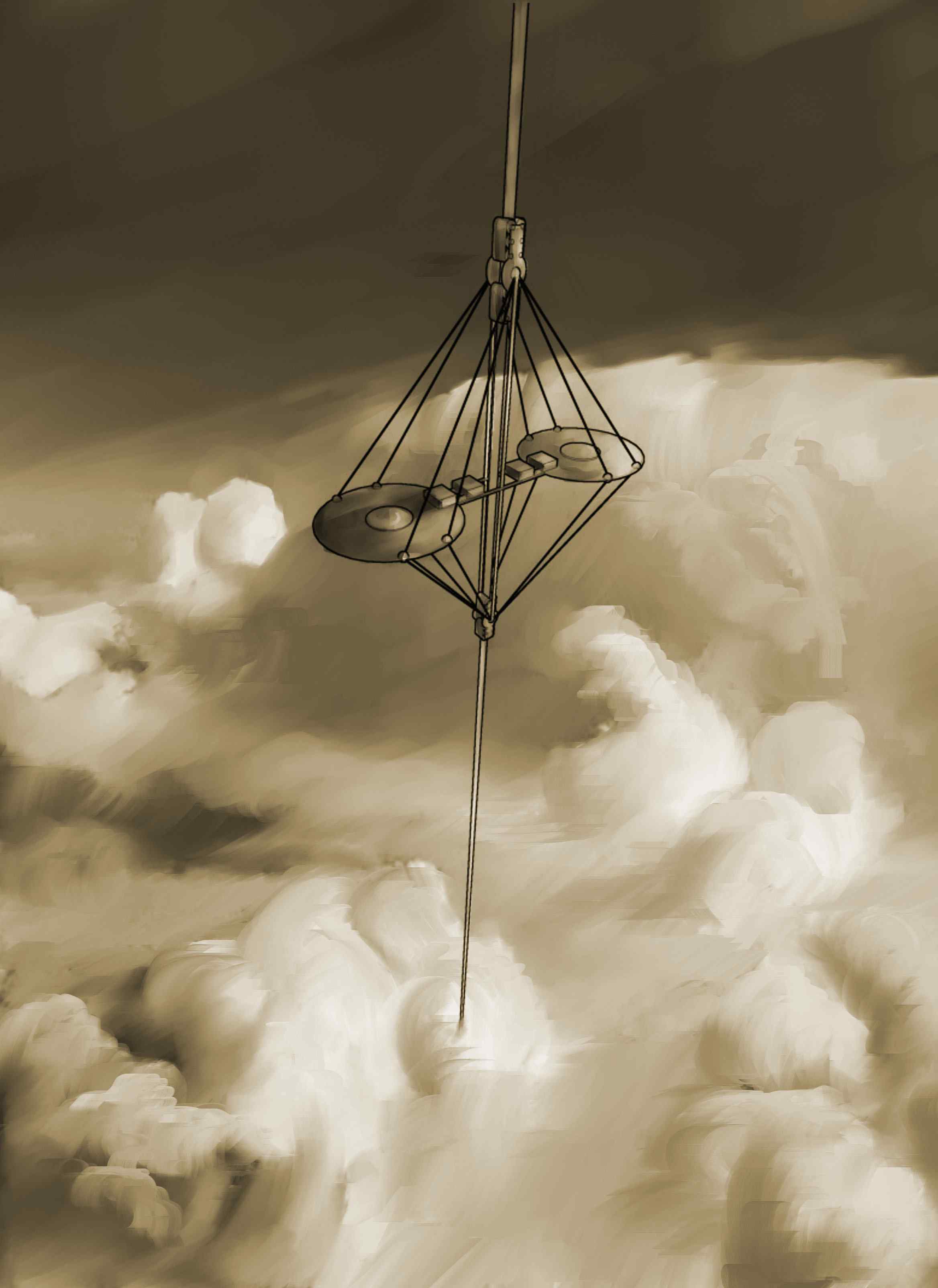
Rappresentazione artistica di un ascensore spaziale

Un ascensore spaziale è una struttura tecnologica, la cui realizzazione è tuttora oggetto di complessi studi di fattibilità. Se realizzata, avrebbe la capacità di trasportare uomini e/o mezzi dalla superficie della Terra direttamente nello spazio senza usare la propulsione a razzo. Benché il concetto di ascensore spaziale possa genericamente essere applicato a qualsiasi pianeta o satellite con una sufficiente forza di gravità, è sulla Terra che la sua realizzazione permetterebbe un suo più proficuo utilizzo nonché un significativo ritorno economico: infatti, oltre al più intuitivo trasporto di materiali o di personale nello spazio, un ascensore potrebbe essere usato, sfruttando la forza centrifuga dovuta alla velocità angolare della sua sommità, per lanciare oggetti nello spazio a fini ricognitivi o esplorativi senza dover mettere in opera razzi vettori; potrebbe anche essere utilizzato per rilasciare satelliti artificiali a vari livelli dell'orbita.
Esistono diverse ipotetiche varianti di ascensore spaziale, tutte accomunate dal fatto che, a differenza di un ascensore tradizionale, non è il cavo che traina la cabina, ma è quest'ultima a muoversi lungo il cavo che fa da guida e sostegno; inoltre, laddove in un ascensore classico il contrappeso svolge la funzione di equilibrare il carico della cabina muovendosi nel verso opposto a quest'ultima, nell'ascensore spaziale esso ha la funzione di tenere il cavo guida teso; per questa ragione il contrappeso dovrebbe trovarsi all'estremità superiore del cavo ben oltre l'altitudine di orbita geostazionaria (35 876 km), in modo tale che la sua forza centrifuga superi quella di gravità. Inoltre il cavo in partenza dalla Terra dovrebbe essere ancorato in prossimità dell'Equatore, al fine di assicurare al contrappeso la massima forza centrifuga possibile per tenere il cavo guida in tensione.
Varie, e nessuna finora decisiva, sono le teorie su come dovrebbe essere realizzato il cavo: la scelta del materiale e la tecnologia di produzione dello stesso richiedono modelli per prevedere il comportamento del cavo sotto il suo stesso peso e calcoli complessi circa la resistenza al carico e alla pressione. Inoltre è ancora irrisolto il problema dell'alimentazione della cabina (detta climber, "scalatore") in quanto, essendo improbabile l'utilizzo di un cavo in materiale conduttore di elettricità, bisognerebbe reperire l'energia necessaria durante il tragitto di ascesa.
La paternità del concetto viene ascritta al russo Konstantin Ciolkovskij che, a fine XIX secolo, teorizzò una torre autoportante con la base sulla terra e la sommità al limite dell'orbita geostazionaria; questa costruzione è detta Torre di Ciolkovskij. Oggi un eventuale ascensore vedrebbe gran parte della propria massa concentrata alla sommità piuttosto che alla base.

## Storia
I prodromi di quello che può essere considerato un ascensore spaziale risalgono al 1894 quando il fisico e scienziato russo Konstantin Ciolkovskij, insegnante a San Pietroburgo, nel suo saggio dal sapore fantascientifico Sogni sulla Terra e sul cielo si ispirò alla Torre Eiffel per ipotizzare un'analoga struttura a base molto larga capace di raggiungere il limite dell'orbita geostazionaria; una volta alla sommità della torre, un qualsiasi oggetto in movimento sincrono con essa avrebbe avuto una velocità angolare sufficiente a sfuggire all'attrazione terrestre e a essere lanciato nello spazio.
Tuttavia lo stesso Ciolkovskij, che aveva calcolato diverse variabili quali il punto di equilibrio tra la forza centrifuga e quella gravitazionale all'origine del concetto di quota geostazionaria, riconobbe come fisicamente irrealizzabile una torre come quella che aveva teorizzato nella sua opera: in effetti un qualsiasi manufatto capace di raggiungere l'altezza di circa 36 000 km dovrebbe anche prevedere un diametro di base dell'ordine delle decine, se non delle centinaia, di km; anche non volendo prendere in considerazione l'implausibilità e la difficoltà di realizzazione di un'opera di queste dimensioni, è altamente probabile, non esistendo allo stato attuale alcun materiale con una resistenza alla compressione atto a sostenere una struttura del genere, che essa collasserebbe sotto il suo stesso peso.
Nel 1957 lo scienziato sovietico Yuri Artsutanov concepì un metodo più realistico per costruire una torre spaziale. Artsutanov suggerì di utilizzare un satellite geosincrono come base da cui costruire la torre. Utilizzando un contrappeso, un cavo verrebbe abbassato dall'orbita geostazionaria fino alla superficie della Terra, mentre il contrappeso verrebbe esteso dal satellite allontanandolo dalla Terra, mantenendo il centro di massa del cavo immobile rispetto alla Terra. Artsutanov pubblicò la sua idea nel supplemento domenicale della Komsomolskaja Pravda nel 1960.
Produrre un cavo lungo oltre 35.000 km è tuttavia un'impresa difficilissima. Nel 1966 quattro ingegneri statunitensi svolsero uno studio sul tipo di materiale adatto per costruire un cavo portante, presumendo che la sua sezione fosse uniforme su tutto il percorso. Essi trovarono che il carico di rottura necessario avrebbe dovuto essere il doppio di quello di qualunque materiale esistente, inclusi grafite, quarzo e diamante.
Nel 1975 lo scienziato americano Jerome Pearson progettò una sezione nastriforme che sarebbe stata più adatta a costruire la torre. Il cavo completo sarebbe stato più spesso al centro di massa, dove la tensione era maggiore, e sarebbe stato più stretto alle estremità per ridurre la quantità di peso che la parte centrale avrebbe dovuto portare. Egli suggerì di usare un contrappeso che avrebbe dovuto essere esteso lentamente verso l'esterno, fino a 144.000 km (poco più di un terzo della distanza tra Terra e Luna) mentre la sezione inferiore della torre veniva costruita. Senza un grosso contrappeso, la porzione superiore della torre avrebbe dovuto essere più lunga della parte inferiore, a causa del modo in cui le forze gravitazionali e centrifuga cambiano con la distanza dalla Terra. La sua analisi incluse disturbi come la gravità della Luna, il vento e il movimento dei carichi trasportati lungo il cavo portante. Il peso del materiale necessario per costruire la torre richiederebbe migliaia di viaggi dello Space Shuttle, anche se sarebbe possibile trasportare parte del materiale usando la torre stessa, non appena un cavo con una minima capacità avesse raggiunto il terreno o avrebbe potuto essere prodotto nello spazio utilizzando minerali lunari o asteroidali.
Arthur C. Clarke introdusse il concetto dell'ascensore spaziale a un pubblico più ampio nel suo romanzo del 1979 Le fontane del Paradiso in cui gli ingegneri costruiscono un ascensore spaziale sulla cima di un picco montano sulla fittizia isola equatoriale di Taprobane,  ispirata al Picco di Adamo nello Sri Lanka.
David Smitherman della NASA/Marshall's Advanced Projects Office ha pubblicato Space Elevators: An Advanced Earth-Space Infrastructure for the New Millennium, basato sulle scoperte pubblicate durante una conferenza sulle infrastrutture spaziali tenuta al Marshall Space Flight Center nel 1999.
Lo scienziato americano Bradley Edwards ha suggerito la creazione di un nastro sottile come la carta e lungo 100.000 km, che avrebbe una possibilità maggiore di resistere all'impatto con delle meteoriti. Il lavoro di Edwards si è espanso fino a prevedere lo scenario della costruzione, il progetto del climber, il sistema di trasmissione dell'energia, il metodo per evitare i detriti orbitali, il sistema di ancoraggio a terra, la resistenza all'ossigeno atomico, come evitare i lampi e gli uragani posizionando la piattaforma di ancoraggio nel Pacifico Equatoriale occidentale, i costi di costruzione, la tabella di costruzione e i pericoli per l'ambiente. Sono stati fatti piani per completare la progettazione ingegneristica, per lo sviluppo dei materiali e per iniziare la costruzione del primo ascensore. I fondi fino ad ora sono stati ottenuti attraverso una sovvenzione da parte del NIAC (NASA Institute for Advanced Concepts). I fondi futuri si ritiene verranno dalla NASA, il Dipartimento della Difesa degli Stati Uniti d'America e soggetti pubblici e privati.
Il più grande impedimento tecnologico al progetto proposto da Edwards è il limite imposto dal materiale di cui sarebbe formato il cavo. Dai suoi calcoli risulta necessaria una fibra composta da nanotubi di carbonio legati da una resina epossidica, con un carico di rottura minimo pari a 130 GPa; comunque nei test condotti nel 2000 su nanotubi di carbonio a parete singola (SWCNT), che dovrebbero essere notevolmente più resistenti della corda legata con la resina epossidica, la massima resistenza realmente misurata in laboratorio è pari a 63 GPa, equivalente circa alla trazione di 6300 kg (in peso) per millimetro quadrato di sezione.
Riuscire a trasferire la resistenza delle microstrutture di laboratorio a manufatti più grandi, portando le dimensioni della struttura a metri, chilometri o anche migliaia di chilometri, è poi estremamente problematico, anche considerando che la possibilità di disastrosi difetti micro o macro strutturali è molto elevata, perlomeno nella situazione attuale.

## Ascensori extraterrestri
Un ascensore spaziale potrebbe essere costruito su alcuni pianeti, asteroidi e lune.
Un cavo marziano potrebbe essere molto più corto rispetto a quello terrestre. La gravità di Marte è il 40 % della gravità terrestre e il giorno marziano dura all'incirca come quello terrestre, quindi l'orbita geostazionaria marziana è molto più vicina alla superficie di quella terrestre.
Un ascensore lunare non sarebbe così fortunato. Dato che la Luna mantiene sempre la stessa faccia verso la Terra, il centro di gravità del cavo dovrebbe essere in uno dei punti di Lagrange L1 o L2, che sono punti di stabilità speciali, che esistono tra ogni coppia di corpi in un'orbita, dove le forze gravitazionali e rotatorie si bilanciano. Il cavo punterebbe o in direzione della Terra (per il punto L1), oppure nella direzione opposta alla Terra (per il punto L2). Comunque, a causa della bassa gravità lunare, la massa totale del cavo sarebbe notevolmente inferiore a quella dell'ascensore terrestre, dato che sarebbe necessario meno materiale per fornire la resistenza necessaria a supportare il cavo stesso contro la gravità lunare. Senza un contrappeso il cavo "L1" dovrebbe essere lungo 291.901 km e il cavo "L2" dovrebbe essere lungo 525.724 km. Considerando che la distanza tra la Terra e la Luna è di 351.000 km, questo è un cavo molto lungo. Cavi molto più corti, forse non più del doppio della lunghezza della distanza di circa 60.000 km per i punti L1 o L2 del sistema Terra Luna sarebbero sufficienti se un grosso contrappeso, ad esempio di materiali di derivazione lunare, fosse piazzato all'estremità del cavo.
Asteroidi o lune dalla rapida rotazione potrebbero usare i cavi per lanciare materiali, in modo da poter muovere i materiali in posizioni di comodo, come l'orbita terrestre; o al contrario, di espellere del materiale per inviare il grosso della massa dell'asteroide o della luna nell'orbita terrestre o in un punto di Lagrange. Questo venne suggerito da Russell Johnston nel 1980. Freeman Dyson suggerì di utilizzare sistemi simili, ma molto più piccoli, come generatori di energia in punti lontani dal Sole, dove l'energia solare non è economica.

## Lanciare nello spazio esterno

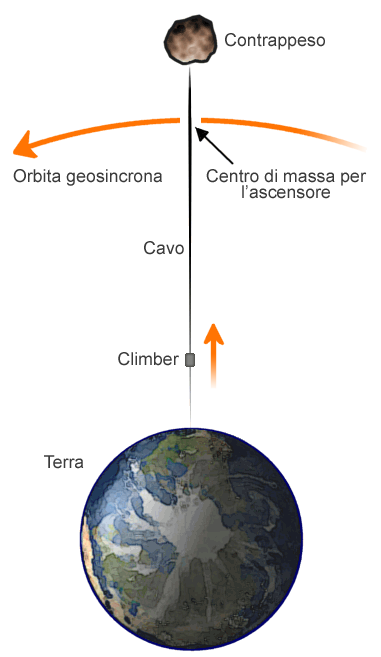
Schema strutturale di un ascensore spaziale

Mentre un carico viene sollevato lungo un ascensore spaziale, esso accresce non solo la sua altitudine ma anche il suo momento angolare rispetto al centro della Terra. Questo momento angolare viene sottratto alla stessa rotazione terrestre. Mentre il carico sale, esso "tira" sul cavo, facendo sì che esso si inclini leggermente verso ovest (in senso opposto alla direzione della rotazione terrestre). La componente orizzontale della tensione del cavo applica una trazione tangente sul carico, accelerandolo verso est. Al contrario, il cavo tira sulla superficie terrestre, rallentandola molto lievemente. Il processo opposto avviene per i carichi che scendono lungo l'ascensore, aumentando molto lievemente la rotazione della Terra.
È possibile determinare le velocità orbitali che potrebbero essere ottenute all'estremità della torre (o cavo) di Pearson alta 144.000 km. All'estremità della torre la velocità tangenziale è di 10,93 km/s il che è più che sufficiente per sfuggire dal campo gravitazionale della Terra e inviare sonde fino a Saturno. Se ad un oggetto fosse permesso di scivolare liberamente lungo la parte superiore della torre, potrebbe essere ottenuta una velocità abbastanza elevata da uscire completamente dal sistema solare. Questo viene ottenuto scambiando il movimento angolare totale della torre e della Terra con la velocità dell'oggetto da lanciare, nello stesso modo con cui si lancia un sasso con una fionda.
Per ottenere velocità superiori, il carico può essere accelerato elettromagneticamente, oppure il cavo può essere esteso, anche se questo potrebbe richiedere un contrappeso al di sotto dell'orbita geostazionaria in modo da mantenere il centro di gravità della struttura in un'orbita geosincrona e richiederebbe un ulteriore rinforzo del cavo.

## Tecnologie chiave
La NASA ha identificato "Cinque tecnologie chiave per il futuro sviluppo dell'ascensore spaziale":
1. Materiale per il cavo (per esempio nanotubi di carbonio e nanotecnologia) e la torre
2. Costruzione e controllo del cavo.
3. Costruzione di strutture elevate.
4. Propulsione elettromagnetica (per esempio levitazione magnetica)
5. Infrastrutture spaziali e lo sviluppo di una industria spaziale e di una economia spaziale

## Componenti

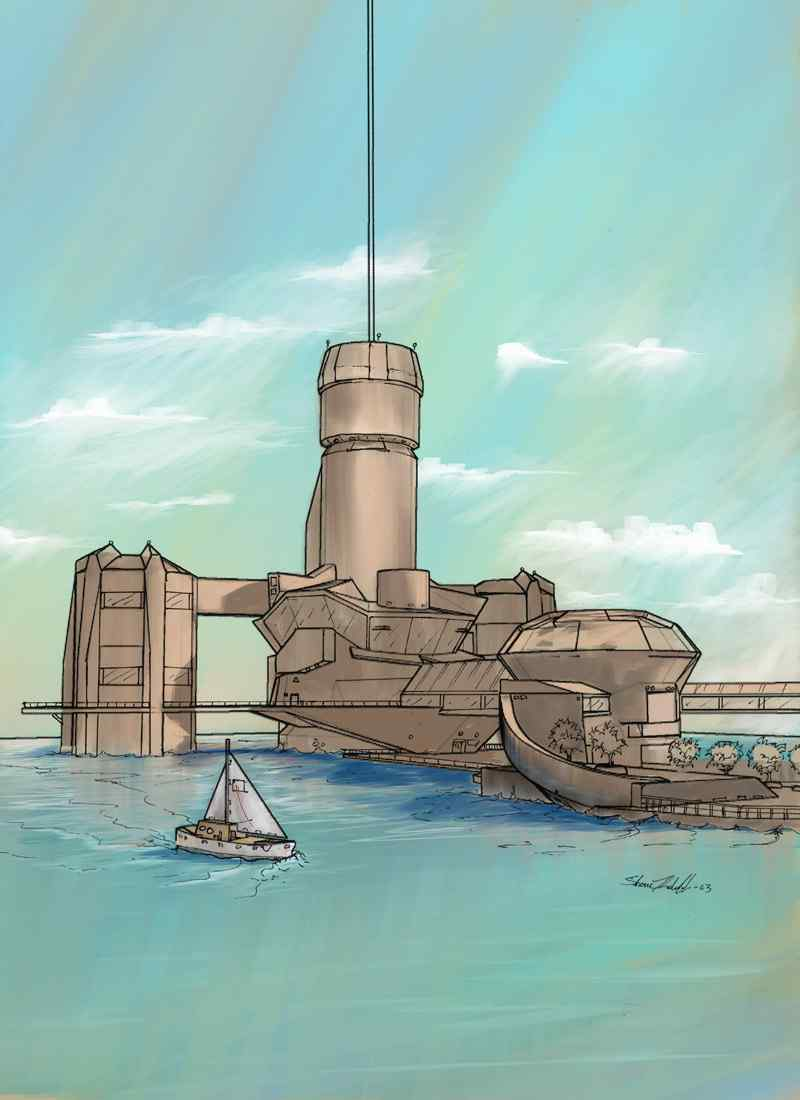
Ancoraggio di un ascensore spaziale (immagine d'artista)

In genere tutti gli ascensori spaziali ipotizzati richiedono: una stazione a terra, un cavo, un climber (arrampicatore), e un contrappeso.

### Stazione a terra
Il progetto della stazione a terra tipicamente ricade in due categorie: mobile e fissa. Le stazioni mobili normalmente sono grandi vascelli oceanici. Le stazioni fisse sono normalmente posizionate in luoghi a grandi altezze.
Le piattaforme mobili hanno il vantaggio di essere capaci di manovrare in modo da evitare forti venti e tempeste. Mentre le piattaforme fisse non hanno questa capacità, esse hanno di norma accesso a fonti di energia più affidabili e con un costo inferiore, e richiedono un cavo più corto. La riduzione della lunghezza del cavo, per quanto piccola, può ridurre in modo significativo lo spessore del cavo al suo centro, specialmente per materiali con una bassa resistenza alla tensione.

### Cavo

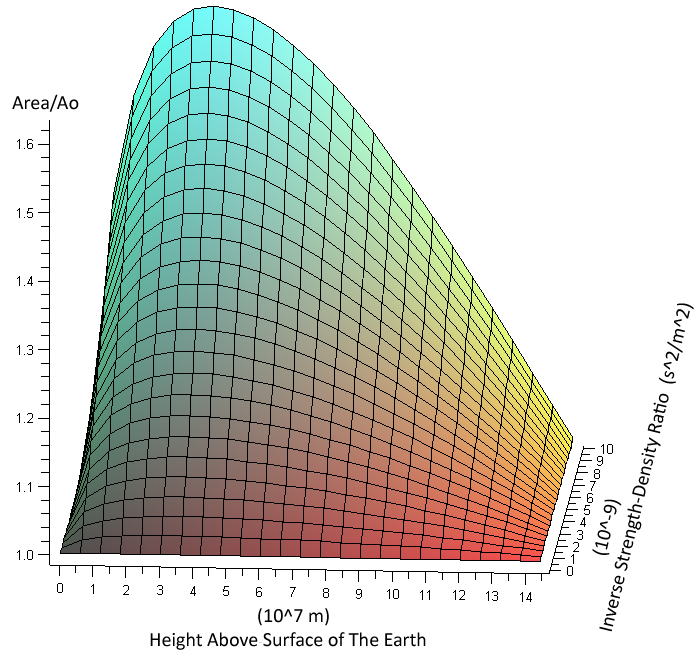
Un diagramma degli sforzi che dovrebbe sostenere il cavo

Il cavo deve essere fatto di un materiale con una resistenza alla trazione, il limite oltre il quale un materiale sottoposto alla trazione si deforma in modo irreversibile, estremamente elevata. Un ascensore spaziale può essere costruito in modo relativamente economico se può essere prodotto un cavo con una resistenza alla trazione superiore a 100 GPa; al di sotto di 60 GPa il costo diventa astronomico e insostenibile. La maggior parte dei tipi di acciaio ha resistenza alla tensione inferiore a 1 GPa e l'acciaio più resistente non più di 5 GPa. Il kevlar ha resistenza alla tensione di 2,6-4,1 GPa e le fibre di quarzo possono superare 20 GPa; in teoria la resistenza alla trazione dei filamenti di diamante dovrebbe essere solo lievemente superiore. I nanotubi di carbonio hanno superato tutti gli altri materiali e appaiono avere una resistenza alla trazione teorica che si avvicina all'intervallo di valori richiesto dalla struttura dell'ascensore spaziale, ma la tecnologia per produrli in grandi quantità e produrre il cavo non è ancora stata sviluppata. Mentre teoricamente i nanotubi di carbonio possono avere una resistenza alla tensione superiore a 100 GPa, in pratica la più elevata resistenza mai osservata in un nanotubo a parete singola è di 63 GPa e questi tubi mediamente si spezzano tra i 30 e i 50 GPa. Anche la più resistente fibra prodotta con i nanotubi probabilmente avrà solo parte della resistenza dei suoi componenti. I progressi tecnologici dovrebbero migliorare questi valori.

Schema di un nanotubo di carbonio

La maggior parte dei progetti richiede nanotubi di carbonio a parete singola. Sebbene i nanotubi con pareti multiple possano ottenere resistenze alla tensione maggiori, essi hanno una massa notevolmente superiore e quindi sono pessime scelte per la costruzione di un cavo. Una proprietà vantaggiosa potrebbe essere la proprietà di interconnessione ad alta pressione dei nanotubi di un singolo tipo. Sebbene questo possa causare la perdita di parte della resistenza alla trazione da parte dei tubi, scambiando legami sp2 (grafite, nanotubi) con legami sp3 (diamanti), sarebbe possibile raccoglierli in un'unica fibra, tenuta insieme non dalle deboli Forze di van der Waals, ma da dei legami covalenti, molto più resistenti; ciò permetterebbe la produzione di fibre di qualsiasi lunghezza.
La tecnologia per filare un cavo partendo dai normali nanotubi tenuti insieme dalla forza di van der Waals è agli albori: i primi successi nel filare un lungo cavo invece di soli piccoli pezzi lunghi pochi centimetri è stato annunciato solo nel marzo 2004.

### Arrampicatori
Un ascensore spaziale non può essere un ascensore nel senso tipico del termine (con cavi in movimento) a causa della necessità del cavo di essere significativamente più spesso al suo centro rispetto alle sue estremità in ogni momento. Sebbene siano stati proposti progetti che utilizzano cavi in movimento segmentati e brevi, la maggior parte dei progetti implica un ascensore che si arrampica lungo il cavo.
I climber (arrampicatori) coprono un ampio spettro di progetti. In un progetto di ascensore in cui viene impiegato un cavo a forma di nastro piatto, alcuni hanno proposto di usare una coppia di rulli per trascinarsi su per il cavo utilizzando l'attrito. Altri progetti di climber richiedono braccia mobili con ganci, rulli con uncini retrattili, la levitazione magnetica, improbabile a causa dei requisiti del cavo, e numerose altre possibilità.
L'energia è un ostacolo significativo per i climber. La densità di immagazzinamento dell'energia, a meno di significativi progressi nei generatori nucleari compatti, è improbabile che renda possibile immagazzinare l'energia necessaria per un viaggio completo all'interno di un singolo climber senza farlo pesare troppo. Alcune soluzioni richiedono la trasmissione di energia attraverso laser o microonde. Altre soluzioni ottengono parte della loro energia attraverso la rigenerazione dell'energia utilizzando i freni dei climber che scendono e che la trasferiscono ai climber in salita, da freni magnetosferici che riducono le oscillazioni del cavo, attraverso il differenziale di temperatura della troposfera nel cavo, tramite la scarica della ionosfera attraverso il cavo, e altri concetti. I metodi principali per fornire energia ai climber, quali la trasmissione di energia attraverso laser o microonde, hanno significativi problemi di efficienza di dissipazione del calore in entrambi i casi, sebbene con stime ottimistiche al riguardo delle future tecnologie siano realizzabili.
I climber devono partire con una frequenza ottimale, in modo da minimizzare l'usura e le oscillazioni a cui il cavo è sottoposto, e massimizzare il carico che è possibile trasportare. Il punto più debole del cavo è nelle vicinanze del punto di attacco al pianeta; di norma, un nuovo climber potrebbe essere lanciato non appena questa zona è libera da altri climber. Un ascensore che gestisca solo carichi in ascesa può gestire un traffico maggiore, ma ha lo svantaggio di non permettere di recuperare l'energia cinetica prodotta dai climber in discesa. Inoltre, dato che uno non può "saltare giù dall'orbita", un ascensore a senso unico richiederebbe un altro metodo, come un razzo convenzionale, per far tornare i carichi e le persone liberandoli dalla loro energia orbitale. Infine i climber che salgono lungo un ascensore a senso unico e che non ritornano sulla Terra devono essere monouso; se utilizzati, essi dovrebbero essere modulari, così che i loro componenti potrebbero essere usati per altri scopi nell'orbita geosincrona. In ogni caso, dei climber più piccoli hanno il vantaggio di poter avere partenze più frequenti rispetto a quelli più grandi, ma potrebbero imporre delle limitazioni tecnologiche.

### Contrappeso
Sono stati due i metodi dominanti proposti per risolvere il problema del contrappeso necessario: un oggetto pesante, come un asteroide catturato, posizionato poco oltre l'orbita geosincrona e la possibilità di estendere il cavo stesso ben oltre l'orbita geosincrona. Quest'ultima idea ha guadagnato maggiore supporto negli anni recenti a causa della semplicità dell'operazione e dell'abilità, per un carico, di viaggiare fino alla fine del cavo usato come contrappeso e di essere fiondato fino alla distanza di Saturno e anche più lontano usando l'effetto fionda della gravità di altri pianeti.

## Economia
Con ascensori spaziali opportunamente congegniati, i materiali potrebbero essere inviati in orbita a una frazione del costo attuale. Il costo per raggiungere l'orbita geostazionaria attualmente è tra 10.000 $/kg e 40.000$/kg. Questo non permette di ripagare il costo del capitale investito, come la ricerca e lo sviluppo dei sistemi di lancio: costi di utilizzo e di sostituzione dei sistemi riutilizzabili e i costi di costruzione dei sistemi usa e getta. Per un ascensore spaziale, usando la contabilità equivalente, il costo varia a seconda del progetto. Utilizzando le specifiche del progetto elaborate dal Dr. Bradley Edwards, "il primo ascensore spaziale ridurrebbe i costi di lancio immediatamente a 100 $/lb" (220 $/kg). I costi di sviluppo potrebbero essere più o meno equivalenti, in dollari attuali, ai costi necessari per sviluppare il sistema Shuttle. I costi marginali di un viaggio consisterebbero solamente nell'elettricità richiesta per sollevare il carico dell'ascensore, la manutenzione e, in un progetto solo per carichi ascendenti (come quello di Edwards), il costo dell'ascensore. Il costo dell'elettricità, dati gli attuali costi della rete elettrica e l'attuale efficienza di laser e pannelli solari (1 %) è di 32 $/kg. Inoltre potrebbe essere possibile recuperare una parte del costo dell'energia utilizzando degli ascensori che permettano la discesa dei climber che genererebbero energia frenando la discesa, come suggerito in alcune proposte, o usando energia generata dalle masse che frenano mentre viaggiano verso l'esterno dall'orbita geosincrona, come suggerito da Freeman Dyson in una comunicazione privata con Russell Johnston negli anni ottanta.
Mentre è difficile definire in modo preciso il limite inferiore dei costi della tecnologia missilistica, poche proposte per abbassare i costi a poche migliaia di dollari per chilogrammo sono state prese seriamente in considerazione e i costi di lancio dei carichi sono rimasti quasi invariati dal 1960. Sono state proposte anche altre tecnologie non missilistiche che offrono risultati più incoraggianti per il lancio di carichi a basso costo (vedi propulsione spaziale), sebbene poche abbiano un costo limite teorico basso quanto quello di un ascensore spaziale.
Per l'ascensore spaziale l'efficienza del trasferimento dell'energia è spesso un fattore limitante. Nella maggior parte dei progetti il concetto di un cavo superconduttore per trasportare l'energia, anche se incredibilmente leggero, aggiunge centinaia di tonnellate di peso al cavo, rompendolo con facilità. Di conseguenza il trasferimento di energia attraverso irraggiamento è spesso visto come il solo modo efficiente per trasportare l'energia. Il più efficiente trasferimento di energia senza fili al giorno d'oggi è un sistema di trasmissione che utilizza un raggio laser con dei pannelli fotovoltaici ottimizzati per sfruttare la lunghezza d'onda emessa dal laser. Con la migliore, e più costosa, tecnologia attuale che possa essere utilizzata, tra perdite dovute all'atmosfera, perdite durante la produzione del raggio laser e perdite dovute all'assorbimento dei pannelli, l'efficienza è all'incirca dello 0,5 %, che produce un costo molto maggiore rispetto a quello base. E se gli arrampicatori non saranno riutilizzabili, i pannelli fotovoltaici più costosi potrebbero non essere utilizzabili.
Le perdite dovute alla diffrazione dell'atmosfera potrebbero essere ridotte attraverso l'uso di una ottica adattiva e le perdite dovute all'assorbimento potrebbero essere ridotte scegliendo un'adeguata lunghezza d'onda. Sebbene le tecnologie dei laser e dei pannelli fotovoltaici stiano progredendo velocemente, non si sa quanto si potrà migliorare rispetto all'attuale efficienza di trasmissione. Inoltre l'ottimizzazione dei pannelli fotovoltaici si basa tipicamente nel migliorare l'efficienza d'assorbimento di una particolare lunghezza d'onda che potrebbe non essere quella più efficiente per il laser. I laser più efficienti, con diodi laser che possono superare il 50 % di efficienza, attualmente hanno una scarsa coerenza e potrebbero non essere utilizzati lasciando come opzioni possibili i laser chimici standard con efficienze di pochi punti percentuali o meno. Solo con l'avvento di diodi laser ad alta coerenza, o di una tecnologia simile, un ascensore spaziale può ottenere una più elevata efficienza energetica.
Anche il costo dell'energia da fornire al laser è un fattore limitante. Mentre un punto di ancoraggio sulla terraferma in molti luoghi è in grado di utilizzare l'energia della rete elettrica, questa non è una possibilità per una piattaforma oceanica.
Infine i progetti di climber che salgono soltanto devono rimpiazzare ogni climber completamente o trasportare abbastanza carburante per uscire dall'orbita, con ulteriore aggravio dei costi.
Gli ascensori spaziali hanno un elevato costo in capitale investito e bassi costi operativi, così hanno il massimo vantaggio economico in situazione dove vengono utilizzati per un lungo periodo di tempo per trasportare grandi quantità di carichi. L'attuale mercato dei lanciatori potrebbe non essere grande abbastanza per costruire un ascensore spaziale ma un drammatico calo del costo di lancio in orbita del materiale probabilmente produrrebbe nuovi tipi di attività spaziali che diventerebbero economicamente possibili. In questo condividono molte somiglianze con altri progetti di infrastrutture di trasporto come autostrade e ferrovie.

## Possibili incidenti
Un ascensore spaziale presenterebbe un considerevole pericolo alla navigazione di veicoli aerei e spaziali. Gli aerei potrebbero essere gestiti attraverso delle semplici restrizioni del traffico aereo, ma le astronavi sono un problema molto maggiore. Nel lungo periodo di tempo, tutti i satelliti con un perigeo inferiore all'orbita geostazionaria finiranno per collidere con l'ascensore spaziale poiché le loro orbite sono soggette a precessione intorno alla Terra. La maggior parte dei satelliti attivi è in qualche modo in grado di manovrare in orbita e potrebbero evitare queste collisioni, ma i satelliti inattivi e gli altri frammenti orbitali dovrebbero essere rimossi preventivamente dall'orbita da "spazzini" o dovrebbero essere controllati attentamente e spostati quando la loro orbita si avvicina all'ascensore. Gli impulsi richiesti sarebbero piccoli e dovrebbero essere applicati in modo molto infrequente; un sistema che usi una scopa laser potrebbe essere sufficiente per questo compito.
I meteoroidi rappresentano un problema molto più difficile, dato che non sono prevedibili e ci sarebbe poco tempo per individuarli e tracciarne la traiettoria verso la Terra. È probabile che un ascensore spaziale soffrirebbe comunque di impatti di qualche genere, non importa quanto attentamente sia protetto. Comunque la maggior parte dei progetti di un ascensore spaziale richiede l'utilizzo di cavi multipli paralleli che sono separati tra loro da barre, con un margine di sicurezza sufficiente a far sì che se uno o due cavi fossero tagliati, i cavi rimanenti sarebbero in grado di sostenere l'intero peso dell'ascensore mentre le riparazioni vengono eseguite. Se i cavi fossero sistemati in modo adeguato, nessun singolo impatto potrebbe spezzarne abbastanza da impedire ai rimanenti di sostenere la struttura.
Molto peggiori dei meteoroidi sono i micrometeoriti; minuscole particelle ad alta velocità che si trovano ad alte concentrazioni a certe altezze. Evitare i micrometeoriti è praticamente impossibile e questo assicura che parti dell'ascensore saranno continuamente danneggiate. La maggior parte dei rimedi progettati per affrontare questo problema implica un progetto simile all'hoytether o a una rete di fili con una struttura piana o cilindrica con due o più fili elicoidali. Creare il cavo come una matassa invece che come un nastro aiuta a prevenire i danni collaterali a ogni impatto di micrometeoriti.
La corrosione è un grosso rischio per ogni cavo costruito per essere sottile, come richiesto nella maggior parte dei progetti. Nell'atmosfera superiore, l'ossigeno elementare ossida velocemente la maggior parte degli elementi. Di conseguenza un cavo deve essere costituito da materiale resistente alla corrosione o avere una copertura resistente alla corrosione, aumentandone il peso.
Anche il vento e i fulmini sono problemi con poche soluzioni differenti dall'evitare le tempeste, come per esempio attraverso piattaforme di ancoraggio mobili. Il rischio legato ai fulmini può essere ridotto utilizzando fibre non conduttive con una copertura resistente all'acqua per evitare la formazione di zone di conduzione. Il rischio dovuto al vento può essere diminuito utilizzando fibre con una ridotta area di intersezione e che possano ruotare per ridurre la resistenza.
Infine un rischio di cedimento strutturale viene dalla risonanza e dalle vibrazioni nel cavo. Come le corde degli strumenti musicali, il cavo dell'ascensore spaziale ha una frequenza di risonanza naturale. Se il cavo è eccitato a questa frequenza, per esempio dallo spostarsi dei climber, l'energia di vibrazione può salire a livelli pericolosi e anche superare la forza di coesione del cavo. Le oscillazioni possono essere longitudinali o radiali. Questa eventualità può essere evitata con l'uso di sistemi intelligenti di smorzatura lungo il cavo e organizzando il calendario dei viaggi in ascensore tenendo presente il problema della risonanza. Potrebbe essere possibile smorzare le vibrazioni usando la magnetosfera terrestre con produzione di energia extra da passare ai climber.

### In caso di cedimento
Se, nonostante tutte le precauzioni, il cavo si dovesse rompere quello che succederebbe dipende dalla posizione del taglio. Se l'ascensore si rompesse in corrispondenza del punto di ancoraggio a Terra, la forza esercitata dal contrappeso farebbe volar via l'intero ascensore, ponendolo in un'orbita stabile. Questo succede perché l'ascensore spaziale deve essere tenuto in tensione, con una forza rivolta verso l'esterno superiore a quella di gravità che tira verso l'interno. In caso contrario, ogni carico posto sull'ascensore tirerebbe giù l'intera struttura.
L'altitudine finale dell'estremo inferiore del cavo dipende dalla distribuzione di massa dell'ascensore. In teoria l'estremo potrebbe essere recuperato e il cavo nuovamente fissato a terra. L'operazione sarebbe comunque molto complessa, richiedendo un delicato aggiustamento del centro di massa del cavo per riportarlo alla superficie terrestre nella località esatta. Potrebbe essere più semplice costruire un nuovo cavo.
Se il punto di rottura si trova ad un'altitudine di 25.000 km o meno, la porzione inferiore dell'ascensore cadrebbe sulla Terra e si avvolgerebbe attorno all'equatore mentre la porzione superiore, ormai sbilanciata, si solleverebbe verso un'orbita superiore. Alcuni autori hanno suggerito che questo evento sarebbe catastrofico, con migliaia di chilometri di cavo in caduta che crea una linea di distruzione meteorica lungo la Terra. In realtà questo scenario è estremamente improbabile, considerando la bassa densità totale del cavo. Il rischio può essere ulteriormente ridotto installando dispositivi di autodistruzione lungo il cavo, rompendolo in sezioni più piccole. Nella maggior parte dei progetti di cavo, la porzione sopra i 1.000 km non arriverebbe alla superficie terrestre perché brucerebbe completamente nell'atmosfera.
Ogni oggetto attaccato all'ascensore, inclusi i climber, rientrerebbe nell'atmosfera. I climber devono essere progettati per sopravvivere a questo evento, grazie a un dispositivo di emergenza che li distacchi opportunamente dal cavo qualora vi siano rimasti agganciati. Il destino di un oggetto in caduta, indipendentemente dal cavo, dipende dalla sua altezza iniziale: a meno che non si trovi all'altezza dell'orbita geostazionaria, un oggetto su un ascensore spaziale non si troverebbe in un'orbita stabile e perciò, in caso di distacco, se ne allontanerebbe rapidamente ed entrerebbe in un'orbita ellittica le cui caratteristiche dipendono da dove l'oggetto si trovava sull'ascensore al momento del distacco. Più si trovava in basso, più eccentrica sarà l'orbita.
Se l'altezza iniziale dell'oggetto era minore di 23.000 km la sua orbita avrà un apogeo all'altezza corrispondente al distacco e un perigeo all'interno dell'atmosfera terrestre: si troverà nell'atmosfera in poche ore o minuti e la sua orbita verrà frenata e spostata verso il basso finché non cadrà a terra. Sopra l'altitudine di 23.000 km, il perigeo è al di sopra dell'atmosfera terrestre e l'oggetto inizierà ad orbitare in modo stabile. L'ascensore spaziale sarà ormai da tutt'altra parte, ma una navicella spaziale potrebbe essere spedita per recuperare il carico.
Se l'oggetto si stacca all'altezza dell'orbita geostazionaria rimarrà quasi immobile vicino all'ascensore esattamente come in un volo orbitale convenzionale. Ad altezze maggiori l'oggetto si troverà ancora in un'orbita ellittica, questa volta con un perigeo all'altezza del rilascio ed un apogeo più in alto. L'eccentricità dell'orbita aumenta con l'aumentare dell'altezza di rilascio.
Sopra i 47.000 km, un oggetto che si stacca dall'ascensore spaziale possiede una velocità superiore alla velocità di fuga dalla Terra. L'oggetto si dirigerebbe quindi verso lo spazio interplanetario, e se delle persone si trovassero a bordo potrebbe risultare impossibile recuperarle.
Tutte queste altitudini sono calcolate per un ascensore spaziale terrestre. Un ascensore spaziale in servizio su un altro pianeta o su un'altra luna avrebbe delle altitudini critiche differenti alle quali ognuno di questi scenari si realizzerebbe.

## Volontà politica
Uno dei problemi potenziali dell'ascensore spaziale potrebbe essere legato al possesso e al controllo dello stesso. L'ascensore richiederebbe un investimento significativo (le stime "partono" da circa 5 miliardi di dollari statunitensi per un cavo molto primitivo) e potrebbe essere necessario almeno un decennio per ripagare le spese. Attualmente solo dei governi sono in grado di spendere questa quantità di denaro nell'industria spaziale.
Presumendo che ci sia un impegno multinazionale per creare questa opera, ci sarebbe il problema di chi lo userebbe e di quanto spesso lo userebbe, così come di chi sarebbe responsabile della sua difesa dal terrorismo o da stati nemici. Un ascensore spaziale permetterebbe di mettere facilmente in orbita satelliti artificiali ed è ovvio che lo spazio è un'importante risorsa militare, così che l'ascensore spaziale potrebbe facilmente causare numerosi attriti tra gli stati. Inoltre la costruzione di un ascensore spaziale richiederebbe la conoscenza della posizione e della traiettoria di tutti i satelliti terrestri esistenti e la rimozione di quelli a rischio di collisione.
Un primo ascensore potrebbe essere utilizzato per sollevare in breve tempo il materiale necessario per costruire altri ascensori simili, ma come questo possa avvenire e in che modo i successivi ascensori verranno utilizzati dipende da quanto saranno disponibili i possessori del primo ascensore di lasciare qualsiasi monopolio possano aver guadagnato sull'accesso allo spazio.
Gli ascensori spaziali sono di per sé strutture estremamente fragili con un valore militare considerevole e sarebbero immediatamente un obiettivo in ogni conflitto di grandi dimensioni. Di conseguenza missili convenzionali, o altre tecnologie di lancio simili, probabilmente continuerebbero a essere utilizzate per fornire un modo alternativo per raggiungere lo spazio.

## Altri sistemi e tipi di ascensore e cavi spaziali
Un altro tipo di ascensore che non necessita di materiali con una elevata resistenza alla tensione per mantenersi è la fontana spaziale, una torre supportata dall'interazione di un flusso ad alta velocità di particelle accelerate verso l'alto e il basso attraverso la torre da acceleratori magnetici. Dato che una fontana spaziale non si trova in orbita, diversamente da un ascensore spaziale, essa può avere qualsiasi altezza ed essere piazzata a qualsiasi latitudine. Inoltre, diversamente dagli ascensori spaziali, la fontana spaziale richiede una fonte di energia costante per rimanere sollevata.
Ancora la propulsione a cavi è un possibile metodo per lanciare navi spaziali in una orbita planetaria.

## Ricerca e progetti
Recentemente l'Ames Research Center della NASA ha indetto una gara per la costruzione di robot arrampicatori, gara che ha visto scontrarsi dieci squadre di ingegneri canadesi e statunitensi nel tentativo di aggiudicarsi il premio di 50 000 dollari destinato al team scientifico capace di costruire arrampicatori in grado di spostarsi alla velocità di un metro al secondo, arrampicandosi su un sottile cavo di nanotubi al carbonio lungo sessanta metri.

## Analogie storiche
Arthur C. Clarke paragonò il progetto di ascensore spaziale allo sforzo di Cyrus Field di costruire il primo cavo telegrafico transatlantico, "il progetto Apollo della sua era".

## Narrativa
Nota: Alcune descrizioni sono state fatte prima che il concetto di ascensore spaziale fosse conosciuto.
- Jack e la pianta di fagioli, racconto popolare inglese
- Nella narrativa fantascientifica di Cordwainer Smith appare nel ciclo della Strumentalità dell'Uomo (Instrumentality of Man) il "Porto della Terra" o "Terraporto", una sorta di porto spaziale costruito però a partire dalla superficie terrestre; il Terraporto è la sede del governo planetario della Strumentalità. Si vedano in particolare i racconti lunghi (o romanzi brevi che dir si voglia): The Ballad of Lost C'Mell, in Galaxy Science Fiction, ottobre 1962; Alpha Ralpha Boulevard, in The Magazine of Fantasy and Science Fiction, giugno 1961. Viene descritto come una sorta di calice di vino. Essendo costruito dal popolo stellare dei Daimoni che ha voluto donare ai terrestri un modo per portare grandi carichi in orbita senza l'ausilio di grossi vascelli spaziali e che per costruirlo ha utilizzato un materiale indistruttibile, il Terraporto è più simile ad una megastruttura nota come fontana spaziale.
- Il grande ascensore di cristallo, racconto di Roald Dahl del 1972, seguito de La fabbrica di cioccolato
- Le fontane del Paradiso (The Fountains of Paradise, 1979), romanzo di Arthur C. Clarke
- The Web Between the Worlds (1979), romanzo di Charles Sheffield
- The End of the Empire (1983), romanzo di Alexis A. Gilliland
- Alita l'angelo della battaglia (Gunnm), manga (1991-1995) di Yukito Kishiro
- Trilogia di Marte (Red Mars, Green Mars, Blue Mars, 1992-1996), romanzi di Kim Stanley Robinson
- Ascensore per la Luna (Jumping Off the Planet, 2000) e Prima fermata: Luna (Bouncing Off the Moon, 2001), romanzi di David Gerrold
- Biomega (バイオメガ, BIOMEGA), manga (2004) di Tsutomu Nihei
- L'occhio dell'universo (2009), romanzo di Arthur C. Clarke
- Limit (2010), romanzo di Frank Schätzing; nel 2025 la costruzione di un ascensore spaziale rende economicamente conveniente lo sfruttamento dell'Elio-3 lunare come combustibile per reattori a fusione, liberando l'umanità dalla schiavitù del petrolio.
- Il problema dei tre corpi (2008) di Liu Cixin
- Mobile Suit Gundam 00 (2007) dello studio Sunrise immagina un mondo in cui I combustibili fossili sulla Terra sono stati completamente esauriti, con l'umanità che si è rivolta alla prossima fonte di energia disponibile: l'energia solare. Vengono quindi costruiti 3 ascensori orbitali con sistemi di generazione di energia solare, ciascuno sotto il controllo dell'Unione per l'energia solare e delle nazioni libere (precedentemente Stati Uniti d'America), della Human Reform League (Russia, Cina e India) e dell'Unione Europea Avanzata.

## Film e televisione
- Mystery Science Theater 3000, serie televisiva (1988-1999), ep. The Umbilicus.
- Armitage III: Dual-Matrix (2002), anime di Katsuhito Akiyama.
- Mobile Suit Gundam 00 (2007), anime; nel XXIV secolo l'umanità ha costruito tre ascensori orbitali per la produzione di energia solare.
- Cyber City Oedo 808, OAV anime, ep. Lo strumento scarlatto.
- Star Trek: Voyager, serie tv (1995-2001), ep. L'ascesa.
- Doctor Who, nell'episodio speciale L'acqua di Marte (2009) il personaggio Ed Gold menziona la costruzione di un ascensore spaziale sulle coste dell'Australia Occidentale avvenuta nell'anno 2044.
- Generator Rex, serie animata (2010-2013), un ascensore spaziale collega la base spaziale della Providence con il suo quartier generale sulla Terra.
- Nel film Mr. Nobody (2009) le persone discendono sulla superficie di Marte dal veicolo spaziale attraccato e vice versa tramite ascensore spaziale.

## Videogiochi
L'ascensore spaziale compare per la prima volta nel 1996 nel gioco Syndicate Wars, quindi nel 1999 nel gioco Sid Meier's Alpha Centauri e successivamente come meraviglia nel gioco strategico a turni Civilization: Call to Power e ritorna nel recente (2005) Civilization IV come grande meraviglia. Nel primo caso è utilizzato per raggiungere una stazione orbitale, uno degli ultimi livelli del gioco, nel secondo caso crea una colonia orbitale, verso la quale è possibile inviare uomini e materiali evitando l'inquinamento atmosferico dei vettori tradizionali; nel terzo velocizza la produzione di un'astronave (facilitando anche qui il trasporto in orbita, si suppone). Appare anche nei videogiochi Halo 2, Halo 3: ODST, Mass Effect 3, Sonic Colours, Megaman X8, Killzone 3, Satisfactory e Stellar Blade.
Infine è presente nel videogioco  Ace Combat 7: Skies Unknown .
Lo si può costruire anche su TerraGenesis, aumenta la popolazione e produce 50000 c/min.